# Elena Lacková
Elena Lacková (geb. Elena Doktorová; auch bekannt als Ilona Lacková; * 22. März 1921 in Veľký Šariš, Tschechoslowakei; † 1. Januar 2003 in Košice, Slowakei) war eine slowakische Romni, Schriftstellerin und Dramatikerin, Autorin von Literatur für Roma-Kinder und Jugendliche.

## Leben und Wirken
Elena Lacková wurde als erstes von fünf Kindern des berühmten Roma-Primas Mikuláš Doktor in Veľký Šariš geboren. Schon seit frühester Kindheit interessierte sie sich für Literatur und begann im Alter von 14 Jahren mit dem Schreiben. Ihr Gedicht London – Paris – Veľký Šariš wurde im Radio ausgestrahlt. Nach dem Besuch der Grundschule setzte Elena Lacková von 1932 bis 1935 ihre Ausbildung in der nahegelegenen Stadt Prešov fort. 1939 schrieb sie ihr erstes Stück mit dem Namen Die umgepflanzte Blume, welches allerdings nicht aufgeführt werden durfte.
Sie heiratete Jozef Lacko, mit dem sie sechs Kinder hatte, von denen zwei im Zweiten Weltkrieg verstarben. Ihre Kriegserfahrungen zählen zu den zentralen Themen ihrer Arbeiten.
1948 schrieb sie das Stück Horiaci cigánsky tábor (Ein brennendes Z.-Lager), das sie mit den Menschen aus der Siedlung, in der sie damals lebte, einstudierte. Nachdem die damalige Presse darüber berichtet hatte, wurden die Schauspielerinnen und Schauspieler vom Sozialministerium in Prag eingeladen, das Stück in den Grenzgebieten der tschechischen Länder aufzuführen, in die viele Roma aus der Slowakei umgesiedelt worden waren.
1951 begann Elena Lacková ihre Arbeit im Regionalen Volkskomitee, in der sie die Angelegenheiten der Roma betreute.
1960 begann sie ihre Arbeit im Kreispädagogischen Haus in Košice. 1964 studierte sie während ihrer Arbeit an der Fakultät für Bildungsarbeit und Journalismus der Karls-Universität in Prag, schloss das Studium als offiziell erste bekennende Romni in der Slowakei 1970 im Alter von 49 Jahren ab und wurde Mitbegründerin des Kulturvereins der Zigeuner-Roma in Prešov. Nach ihrem Abschluss arbeitete sie zwei Jahre als Lehrerin und Sozialarbeiterin in Ústí nad Labem, dann als Sozialkuratorin in der Ostslowakei.
Von 1976 bis 1980 arbeitete sie in Lemešany als Bibliothekarin und Hörspielautorin.
Nach 1989 wurde Lacková Präsidentin des Kulturvereins der Zigeuner-Roma und war Herausgeberin der Zeitschrift Romano ľil.
1993 wurde Elena Lacková zum Mitglied des Slowakischen Schriftstellerverbandes. Für ihren Beitrag zur Entwicklung des kulturell-gesellschaftlichen Lebens der Roma in der Slowakei, verlieh ihr anlässlich des 9. Jahrestages der Verfassung der Slowakischen Republik im Jahre 2001, der Staatspräsident Rudolf Schuster den Ľudovít-Štúr-Orden III. Grades.
Anlässlich ihres 80. Geburtstages wurde ihr für ihre Verdienste um die Dokumentation der Folgen des Roma-Holocaustes die Chatam-Sofer-Gedenkmedaille verliehen.

## Tod
Elena Lacková starb am Silvesterabend 2003 im Alter von 82 Jahren in einem Altersheim in Košice, wo sie die letzten Jahre ihres Lebens verbracht hatte. Auf ihrer letzten Reise am Samstag, dem 4. Januar 2003, wurde sie von mehr als 200 Menschen begleitet, und unter den Trauersträußen befand sich auch einer vom slowakischen Präsidenten Rudolf Schuster.

## Auszeichnungen
- Tschechischer Radiopreis (1989)[3]
- Prix Bohemia Award (1989)[3]
- Orden von Ľudovít Štúr, dritter Grad. Grades vom Staatspräsident Rudolf Schuster (2001)[3]
- Chatam-Sofer-Gedenkmedaille (2001)[2]

## Werke
Quellen:
- 1935: London – Paris – Veľký Šariš, Gedicht
- 1946: Horiaci cigánsky tábor, divadelní hra/Ein brennendes Z.-Lager, Theaterstück
- 1952: Nový život/Neues Leben, Theaterstück
- 1955: Rómské srdce/Herz der Roma, Theaterstück
- 1988: Žužika, Hörspiel
- 1992: Rómske rozprávky – Romane paramisa, zweisprachiges Buch
- 1994: Veľký primáš Baro" / Baro primašis Baro, Hrbatý Maren (Kurzgeschichten)
- 1997: Narodila jsem se pod šťastnou hvězdou/Ich wurde unter einem Glücksstern geboren, Gedenkprosa
- 2000: "A false dawn" (englische Übersetzung von "Narodila jsem se pod šťastnou hvězdou"), "Je suis née sous une bonne étoile" (französische Übersetzung "Narodila jsem se pod šťastnou hvězdou")
- 2001: Szerencsés csillagzat alatt születtem (ungarische Übersetzung von "Narodila jsem se pod šťastnou hvězdou"). Im gleichen Jahr erschien dieses Werk noch in weiteren Sprachen.
- 2003: Husle s tromi srdcami / Lavuta trine jilenaca / Violine mit 3 Herzen, Kurzgeschichte

### Novellen
- Život vo vetre/Leben im Wind
- O mule na aven pale/Mŕvi sa nevracajú/Die Toten kehren nicht zurück
- Primáš Bari